# Hazel Brugger
Allison Hazel Brugger, född 9 december 1993 i San Diego i Kalifornien, är en amerikansk-tysk-schweizisk komiker, slampoet, TV-personlighet och programledare.
Brugger föddes i USA men växte upp i Zürich. Vid 17 års ålder debuterade hon inom poetry slam och blev schweizisk mästare 2013. Hon har turnerat med flera egna föreställningar och en av dem, Tropical, släpptes 2020 på Netflix. Brugger har medverkat i flera schweiziska TV-program, både som gäst, som reporter och som programledare.
Tillsammans med Sandra Studer och Michelle Hunziker ledde hon Eurovision Song Contest 2025.
Brugger är gift och har två döttrar födda 2021 respektive 2024.